# 江彩雲
江彩雲（Chang Chai-wung ，1934年—），台灣前乒乓球運動員。她曾經在1957年至1960年間，完成全國乒乓球錦標賽女子單打三連霸的紀錄，並與陳寶貝合作獲得1957年亞洲乒乓球錦標賽女子雙打冠軍及1958年亞洲運動會乒乓球女子雙打銅牌。